# Игнис Бруненсис
Игнис Бруненсис (лат. Ignis Brunensis, ватра Брна), је међународно такмичење ватромета које се одржава у Брну, током маја и јуна. Сваке године ова манифестација привуче више стотина хиљада посетилаца.

## Фестивал
Игнис Бруненсис фестивал ватромета се одржава од 1998. године у оквиру фестивала у Брно - град у центру Европе.
Ватромети су синхронизовани са музичком пратњом, који се осим уживо на месту одржавања, емитује и на локалним радио-станицама.
Појединачни ватромети се у оквиру такмичења одржавају на језеру у Брну (Брненска прехрада) и на Денисовим садима испод катедрале Петров.
Сваки појединачни ватромет траје око 20 минута. Финално вече ватромет се испаљује изнад замка Шпилберк.
Посебно је ефектан ватромет на брани, пошто аутори могу да користе и различите ефекте ради добијања одраза на води.
Рекордна посета по једној вечери је 200.000 људи.
Такмичење има међународни карактер од 2003. године и на њему осим чешких, учествују тимови из Француске, Португала, Јапана и других земаља.

## Галерија
- Игнис Бруненсис 2006
- Игнис Бруненсис 2007
- Игнис Бруненсис 2008
- Игнис Бруненсис 2009
- Игнис Бруненсис 2010
- Игнис Бруненсис 2011